# (2789) Foshan
(2789) Foshan (1956 XA) – planetoida z pasa głównego asteroid okrążająca Słońce w ciągu 3,33 lat w średniej odległości 2,23 j.a. Odkryta 6 grudnia 1956 roku.